# Бажутін Борис Миколайович
Бажу́тін Бори́с Микола́йович (*7 червня 1924, місто Іжевськ — †14 лютого, 1996, місто Іжевськ) — передовик промислового виробництва, Герой Соціалістичної Праці (1971), учасник Другої світової війни.
Борис Миколайович після Другої світової війни в 1946—1985 роках працював на Іжевському мотозаводі слюсарем-інструментальником вищої кваліфікації. Працюючи з особистим клеймом, регулярно виконував завдання зміни на 140—150 %. Майстер-наладник навчив своєї професії 20 молодих робітників.
Обирався депутатом Верховної Ради Удмуртської АРСР в 1980 році, був членом РК, ДК та ОК КПРС. Нагороджений орденом Леніна, багатьма медалями. Ім'я Бориса Миколайовича занесене в Почесну книгу трудової слави та героїзму Удмуртської АРСР.